# 단 페트레스쿠
다니엘 바실레 페트레스쿠(루마니아어: Daniel Vasile Petrescu, 루마니아어 발음: [daniˈel vaˈsile peˈtresku], 1967년 12월 22일 ~)는 루마니아의 전 축구 선수이자 현 축구 지도자로 루마니아와 영국 이중 국적 보유자이기도 하다.

## 선수 경력
선수 시절, 페트레스쿠는 풀백 또는 윙어로 활약하였고, 프리미어리그 클럽 셰필드 웬즈데이, 첼시, 브래드퍼드 시티, 그리고 사우샘프턴을 거쳤다. 그는 1988-89년 유러피언컵에서 스테아우아 부쿠레슈티 선수로 준우승을 차지했으며, 1997-98년 UEFA 컵위너스컵에서는 첼시 선수로 우승컵을 들어올렸다. 페트레스쿠는 또한 세리에 A 클럽 포자 그리고 제노아에서 뛰었고, 올트 스코니체슈티에서도 뛰었다. 그는 루마니아 축구 국가대표팀 일원으로 95경기 출장과 12골을 기록했고, 1994년 FIFA 월드컵과 1998년 FIFA 월드컵 두 번의 FIFA 월드컵에 참가하였고, UEFA 유로 1996과 UEFA 유로 2000 두 번의 UEFA 유럽 축구 선수권 대회에 참가하였다.

## 지도자 경력
페트레스쿠는 내셔널 부쿠레슈티의 발테르 젱가 감독을 보좌하는 선수 겸 수석 코치로 코칭 경력을 시작하였고, 곧바로 스포르툴 스투덴체스크의 감독직을 맡으며 감독 경력을 시작하였다. 그는 리가 I 승격을 이끌었으며, 이후 폴란드, 러시아, 아랍에미리트, 카타르, 중국, 튀르키예 등지에서 감독 생활을 하였다. 페트레스쿠는 우니레아 우르지체니, 쿠반 크라스노다르, ASA 트르구무레슈, 장쑤 쑤닝, CFR 클루지에서 우승을 이끌었다. 그는 루마니아에서 에메리히 예네이와 동률인 6회 리그 우승 (CFR 클루지 감독으로 5회, 우니레아 우르지체니 감독으로 1회)을 거두었고, 또한 미르체아 루체스쿠와 동률인 5회 루마니아 올해의 감독으로 선정되었다.
2023년 6월 9일, K리그1 전북 현대 모터스의 감독으로 부임했다.
2024 시즌 중 성적부진으로 2024년 4월 6일부로 전북 감독직에서 사임하였다.